# جام ملت‌های زنان آسیا ۲۰۲۹
جام ملت‌های زنان آسیا ۲۰۲۹ بیست و دومین دوره رقابت‌های فوتبال جام ملت‌های زنان آسیا است که توسط ای‌اف‌سی و به میزبانی کشور ازبکستان برگزار خواهد شد.

## تیم‌های راه‌یافته
- ۱۲ تیم راه‌یافته به جام ملت‌های زنان آسیا ۲۰۲۹:
- ازبکستان